# William Jackson (1759–1828)
William Jackson (ur. 9 marca 1759, zm. 17 grudnia 1828) – amerykański polityk, uczestnik wojny o niepodległość Stanów Zjednoczonych, sekretarz Konwencji Konstytucyjnej. Pracował w Armii Kontynentalnej podczas wojny o niepodległość. Po wojnie pracował jako jeden z osobistych sekretarzy prezydenta George’a Washingtona.